# Jr
JR nebo jr je instrukce procesorů Z80. Instrukce provádí relativní skok (relative jump) na adresu v rozsahu -126 až +129 bytů od umístění instrukce. Cíl skoku se obvykle uvádí formou návěstí. Instrukce existuje i ve variantách provádějící skok při splnění podmínky na základě stavu registru příznaků. Instrukce je základním prostředkem pro vytváření cyklů (smyček).
Reálně instrukce zadané číslo se znaménkovým bitem přičítá k registru PC, tedy čítači instrukcí. Čítač ukazuje na instrukci následující po dvoubajtové instrukci jr, proto je číselný rozsah -128 až +127 o dva bajty posunutý.

## Nepodmíněný skok
| Nepodmíněný skok |
| ---------------- |
| jr N             |

| Kód instrukce | Kód instrukce | Kód instrukce | Kód instrukce | Kód instrukce | Kód instrukce | Kód instrukce | Kód instrukce | Kód instrukce |
| ------------- | ------------- | ------------- | ------------- | ------------- | ------------- | ------------- | ------------- | ------------- |
|               | 7             | 6             | 5             | 4             | 3             | 2             | 1             | 0             |
| 1. byte       | 0             | 0             | 0             | 1             | 1             | 0             | 0             | 0             |
| 2. byte       | konstanta     | konstanta     | konstanta     | konstanta     | konstanta     | konstanta     | konstanta     | konstanta     |

Obecně lze instrukci zapsat jako jr N. Délka instrukce je dva byty, druhý byte obsahuje hodnotu konstanty. Hodnota prvního bytu je 24 desítkově a 18 šestnáctkově. Vykonání instrukce vyžaduje tři M-cykly a trvá dvanáct T-cyklů.
Odpovídající instrukce v instrukční sadě procesoru Intel 8080 není.

## Podmíněný skok
| Podmíněný skok | Podmíněný skok | Podmíněný skok | Podmíněný skok |
| -------------- | -------------- | -------------- | -------------- |
| jr NZ,N        | jr Z,N         | jr NC,N        | jr C,N         |

Instrukce provádí skok pouze v případě splnění podmínky. Obecně lze instrukci zapsat jako jr p, N, kde p je zástupný symbol pro testovaný příznak. Na rozdíl od instrukcí jp, kde jako podmínku lze použít všechny čtyři příznaky, u instrukcí jr lze testovat pouze příznaky příznak přenosu C a příznak nuly Z.
| Kód instrukce | Kód instrukce | Kód instrukce | Kód instrukce | Kód instrukce | Kód instrukce | Kód instrukce | Kód instrukce | Kód instrukce |
| ------------- | ------------- | ------------- | ------------- | ------------- | ------------- | ------------- | ------------- | ------------- |
|               | 7             | 6             | 5             | 4             | 3             | 2             | 1             | 0             |
| 1. byte       | 0             | 0             | 1             | příznak       | příznak       | 0             | 0             | 0             |
| 2. byte       | konstanta     | konstanta     | konstanta     | konstanta     | konstanta     | konstanta     | konstanta     | konstanta     |

Délka instrukce je dva byty. V prvním bytu je zakódována podmínka, při jejíž splnění se skok provede, druhý byte obsahuje hodnotu konstanty. Vykonání instrukce vyžaduje tři M-cykly a trvá dvanáct T-cyklů v případě splnění podmínky a provedení skoku a dva M-cykly a trvá sedm T-cyklů v případě nesplnění podmínky a neprovedení skoku.
Příznak, který je před případným provedením skoku testován, je zakódován ve třetím a čtvrtém bitu operačního kódu instrukce. Tato dvojice je jednotlivým podmínkám přiřazena jako 00 - NZ, 01 - Z, 10 - NC, 11 - C.
Odpovídající instrukce v instrukční sadě procesoru Intel 8080 není.

## Umístění instrukcí jr v souboru instrukcí
| Rozmístění instrukcí jr v instrukčním souboru procesoru Z80 | Rozmístění instrukcí jr v instrukčním souboru procesoru Z80 | Rozmístění instrukcí jr v instrukčním souboru procesoru Z80 | Rozmístění instrukcí jr v instrukčním souboru procesoru Z80 | Rozmístění instrukcí jr v instrukčním souboru procesoru Z80 | Rozmístění instrukcí jr v instrukčním souboru procesoru Z80 | Rozmístění instrukcí jr v instrukčním souboru procesoru Z80 | Rozmístění instrukcí jr v instrukčním souboru procesoru Z80 | Rozmístění instrukcí jr v instrukčním souboru procesoru Z80 | Rozmístění instrukcí jr v instrukčním souboru procesoru Z80 | Rozmístění instrukcí jr v instrukčním souboru procesoru Z80 | Rozmístění instrukcí jr v instrukčním souboru procesoru Z80 | Rozmístění instrukcí jr v instrukčním souboru procesoru Z80 | Rozmístění instrukcí jr v instrukčním souboru procesoru Z80 | Rozmístění instrukcí jr v instrukčním souboru procesoru Z80 | Rozmístění instrukcí jr v instrukčním souboru procesoru Z80 | Rozmístění instrukcí jr v instrukčním souboru procesoru Z80 |    |
| ##                                                          | .0                                                          | .1                                                          | .2                                                          | .3                                                          | .4                                                          | .5                                                          | .6                                                          | .7                                                          | .8                                                          | .9                                                          | .A                                                          | .B                                                          | .C                                                          | .D                                                          | .E                                                          | .F                                                          | .F |
| ----------------------------------------------------------- | ----------------------------------------------------------- | ----------------------------------------------------------- | ----------------------------------------------------------- | ----------------------------------------------------------- | ----------------------------------------------------------- | ----------------------------------------------------------- | ----------------------------------------------------------- | ----------------------------------------------------------- | ----------------------------------------------------------- | ----------------------------------------------------------- | ----------------------------------------------------------- | ----------------------------------------------------------- | ----------------------------------------------------------- | ----------------------------------------------------------- | ----------------------------------------------------------- | ----------------------------------------------------------- | -- |
| 1.                                                          |                                                             |                                                             |                                                             |                                                             |                                                             |                                                             |                                                             |                                                             | jr N                                                        |                                                             |                                                             |                                                             |                                                             |                                                             |                                                             |                                                             |    |
| 2.                                                          | jr NZ,N                                                     |                                                             |                                                             |                                                             |                                                             |                                                             |                                                             |                                                             | jr Z,N                                                      |                                                             |                                                             |                                                             |                                                             |                                                             |                                                             |                                                             |    |
| 3.                                                          | jr NC,N                                                     |                                                             |                                                             |                                                             |                                                             |                                                             |                                                             |                                                             | jr C,N                                                      |                                                             |                                                             |                                                             |                                                             |                                                             |                                                             |                                                             |    |

## djnz
Instrukce djnz N (decrement jump non zero, „sniž, skok pokud není nula“) provádí stejnou činnost jako posloupnost instrukcí dec b a jr nz, N, tedy sníží o jednu hodnotu registru b a opakuje skok, dokud není b rovno nule. Používá se pro smyčky s počtem opakování určeným registrem b (max. 256), jeho výhodou je, že je kratší a rychlejší (úspora 1 byte a 3 T-cykly).